# Schmetz (Unternehmen)
Die Ferd. Schmetz GmbH ist ein Hersteller von Nadeln mit Sitz in Albstadt (Baden-Württemberg). Das Unternehmen produziert und vertreibt an acht Standorten weltweit Industrie-  und Haushaltsnähmaschinen-Nadeln und ist Bestandteil der Unternehmensgruppe Groz-Beckert.

## Geschichte
Im Jahr 1851 gründete Ferdinand Joseph Schmetz, Nadelfabrikant in dritter Generation, in der Aachener Peterstraße eine Porzellanknopf-, Perlen- und Nadelfabrik. 1890 wurde das Unternehmen nach Herzogenrath verlegt und konzentrierte sich fortan ausschließlich auf die Nadelherstellung. Wenige Jahres später geriet das Unternehmen in Schwierigkeiten und musste während des Ersten Weltkriegs und auch einige Jahre danach noch die Arbeit einstellen. Erst als im Jahr 1922 Ferdinand Bernhard Schmetz, ein Neffe des Firmengründers, das Unternehmen in Herzogenrath übernahm und als erster Hersteller eine Normung für Nadelsysteme einführte, kam es in kürzester Zeit zu einem beachtlichen Aufschwung. Bereits fünf Jahre später beschäftigte er rund 60 Personen im Betrieb, der im Laufe der Zeit für seine Produktionen neue Maschinen entwickelte und über 90 Patente und Gebrauchsmuster erwarb. In der Zeit des Nationalsozialismus spielte Ferdinand Bernhard Schmetz, Mitglied in der NSDAP, in der Umsetzung kriegswirtschaftlicher Vorgaben eine wesentliche Rolle in der
Nadelindustrie wie beispielsweise die Zwangskonzentration der Produktion auf ausgewählte Nadelarten wie Industrienähmaschinen- und Schuhmaschinennadeln, die als „kriegsentscheidende“ Güter eingestuft wurden, und setzte im Unternehmen nachweislich Zwangsarbeiter ein.
In den Jahren 1965 bis 1971 gründete das Unternehmen mehrere Auslandsgesellschaften für die Herstellung und den Vertrieb von Nähmaschinennadeln. Im Zuge der Internationalisierung wurde die Marke SCHMETZ weltweit registriert. In den Folgejahren wurden weitere Produktions- und Vertriebsgesellschaften gegründet. 2011 meldete die zur Firmengruppe zählende Produktionsgesellschaft für metallische Erzeugnisse Insolvenz an, die nachfolgend gegründete Schmetz Nadelproduktion GmbH konzentrierte sich auf hochspezialisierte Nischenprodukte und entwickelte im Jahr 2013 einen Farb-Code, mit dem jede einzelne Nähmaschinennadel markiert ist.
2017 wurde die Ferd. Schmetz GmbH Bestandteil der Groz-Beckert-Unternehmensgruppe. Ein Jahr später kündigte die Gesellschaft an, die Fertigung am Standort Herzogenrath einzustellen; am Gründungssitz sollten nur die Verwaltungs- und Vertriebsgesellschaft verbleiben. Laut einem Zeitungsbericht war der betroffene Betrieb mit zuletzt 70 Mitarbeitern die letzte Herstellungsstätte für Nähnadeln in Deutschland.
Der Firmensitz wurde 2021 von Herzogenrath nach Albstadt in Baden-Württemberg verlagert und das vormalige Firmenareal einem Bauleitplanverfahren zugeführt.

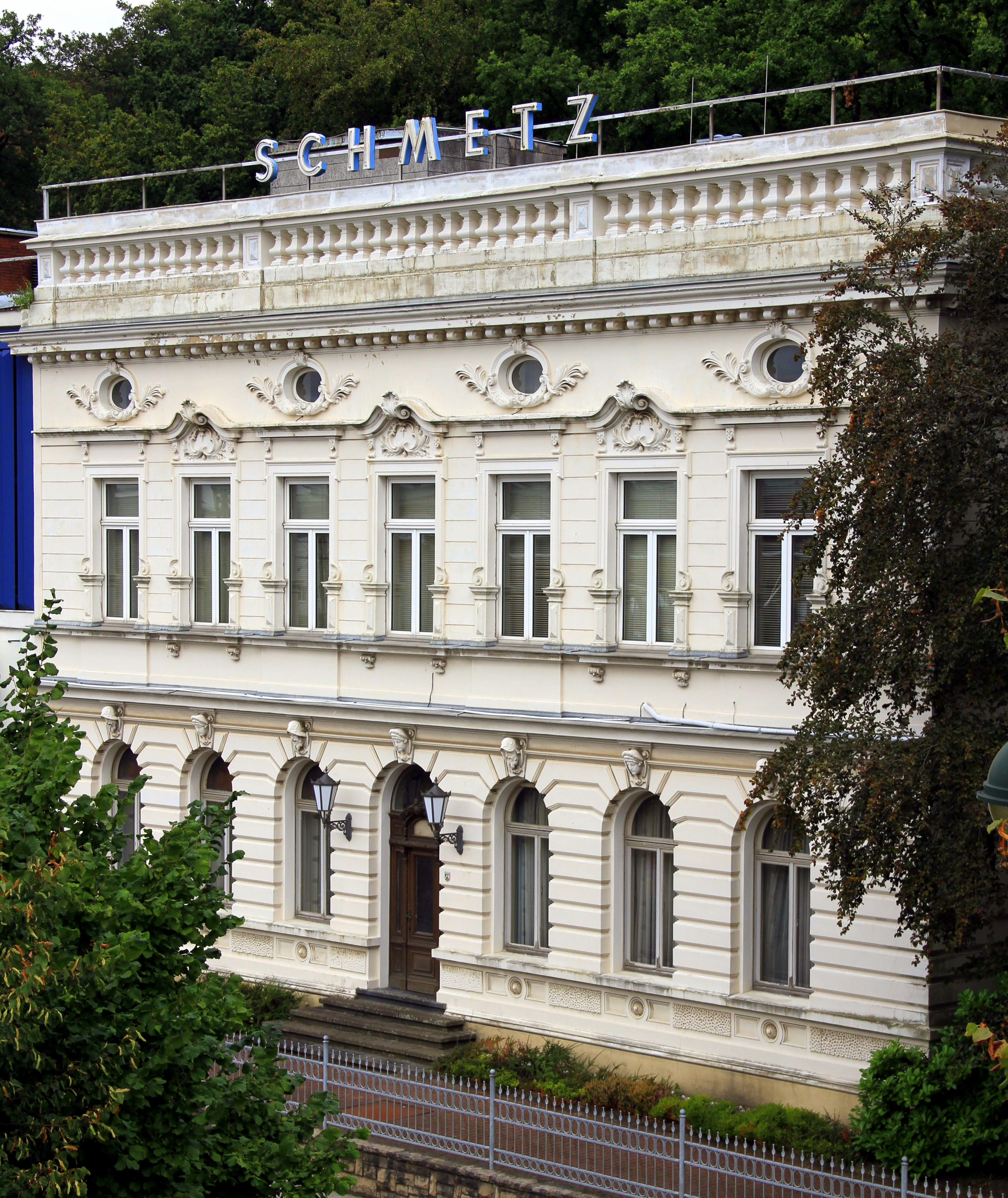
ehem. Verwaltungsgebäude Schmetz, Herzogenrath
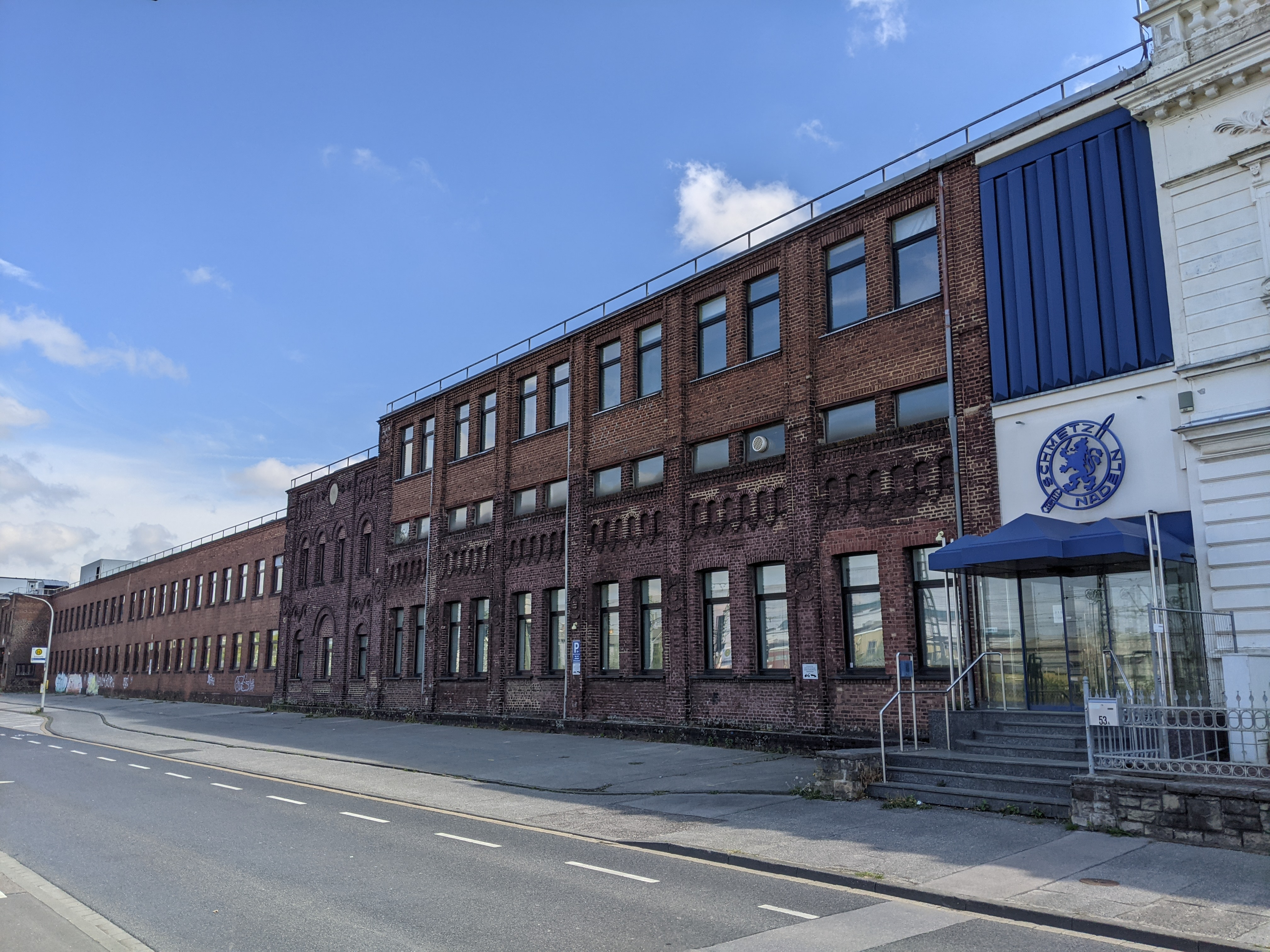
ehem. Fabrikanlage Schmetz, Herzogenrath
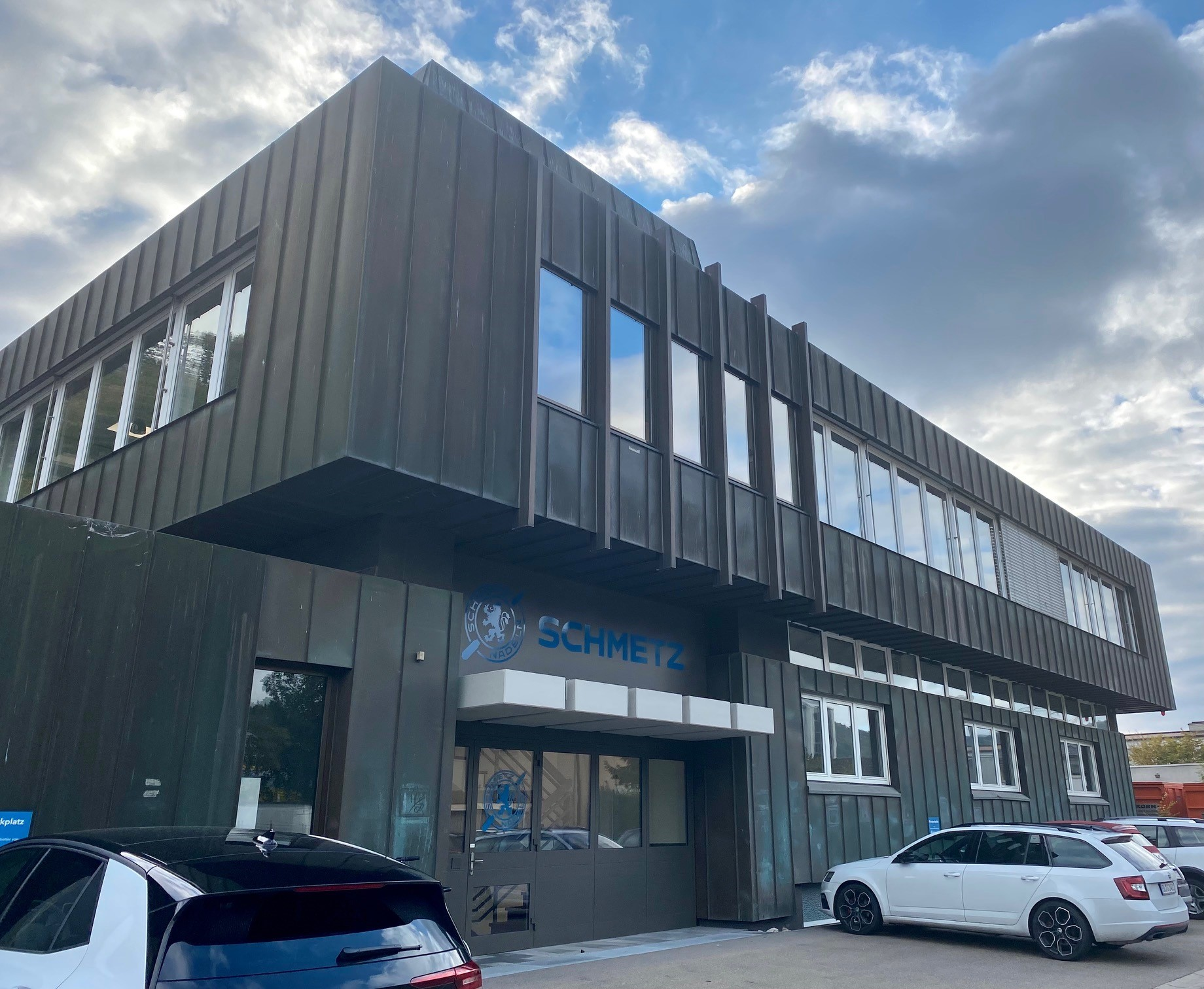
Verwaltungsgebäude der Ferd. Schmetz GmbH in Albstadt

## Unternehmen
Die Ferd. Schmetz GmbH entwickelt, produziert und vertreibt an acht Standorten weltweit Nadeln für Industrie- und Haushaltsnähmaschinen. Das Unternehmen beliefert in der nähenden Industrie 47 Teilbranchen mit rund 3.000 unterschiedlichen Produkttypen. Ebenso werden rund 300 Produkte für den privaten Nähbedarf angeboten. Um das Handling der Nadeln zu vereinfachen, sind die einzelne Nähmaschinennadel mit einer Farbmarkierung kennzeichnet, die sowohl den Nadeltyp als auch die Nadeldicke kennzeichnet.